# Cendrillon (opéra-comique)
Pour les articles homonymes, voir Cendrillon (homonymie).
 (décembre 2021).
 (décembre 2021).

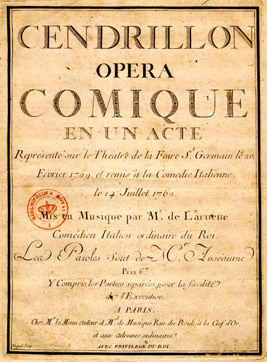
Couverture du facsimilé de la partition de Cendrillon du 17 Juillet 1762.

Cendrillon est un opéra-comique en un acte ou encore un « vaudeville » en un acte selon une typologie réputée de l’époque de sa création. Cette œuvre fut représentée sur le théâtre de la Foire St Germain, le 20 février 1759 et remis à la Comédie italienne le 17 juillet 1762. Elle est mise en musique par Jean-Louis Laruette, comédien italien ordinaire du Roi sur un livret de Louis Anseaume. C’est la première version musicale du conte de Perrault.

## Distribution
| Personnage      | Interprète créateur du personnage | Tessiture     |
| Cendrillon      | Mlle Villemont                    | Dessus        |
| La Fée          | Mlle Constantin                   | Dessus        |
| La sœur aînée   | Mlle Vincent                      | Dessus        |
| La sœur cadette | Mlle Deschamps                    | Dessus        |
| Azor            | M. La Ruette                      | Taille        |
| Pierrot         | M. Paran                          | Haute-contre  |
| Un officier     | M. Delisle                        | Non renseigné |
| Un suisse       | M. Moreau                         | Idem          |
| Chœur de femmes | Non renseigné                     | Idem          |

## Synopsis
La pièce est tirée du conte Cendrillon, de Charles Perrault. 
Surnommée Cendrillon et mal traitée par ses deux demi-sœurs jalouses de sa beauté et son élégance, la marraine de Cendrillon, une fée, décide de la protéger de sa belle-famille cruelle. Elle lui permet grâce à ses pouvoirs d’assister au bal du Prince Azor avec une apparence sublime et une élégance incomparable.  Le prince, émerveillé, tombe éperdument amoureux. Mais Cendrillon se retire du bal avant minuit, sur les recommandations de la fée. 
Elle disparait rapidement et sans prévenir. En se dépêchant, Cendrillon perd accidentellement l’une de ses mules, qui restera le seul souvenir d’elle aux yeux du prince Azor.
Afin de la retrouver, le prince décide de se servir de cette mule et recherche un pied correspond exactement à cette pointure : toutes les demoiselles de la capitale accourent pour tenter leur chance. Cendrillon s'y rend comme tout le monde, même si elle est en haillons, la réalité ne change pas : c’est elle la charmante princesse du bal.

## Accueil et critique de l’œuvre
Le Mercure de France de février 1759 souligne que les paroles et la mise en musique de Cendrillon a respecté le style léger et raffiné du célèbre conte de Perrault notamment dans les dialogues et l’animation de l’action au cours de la représentation décrite comme « agréable ». 

La revue cite à ce propos : 
« Le 21, on a donné pour la première fois celui de Cendrillon ; c’est exactement le sujet du conte de Perrault, mis en scène : l’action s’anime et devient très agréable. Cet ouvrage est écrit avec facilité, et le poète a suivi le goût naïf et léger du Conteur, dans le style et dans le dialogue. »
Au XXe siècle  Paulette Letailleur définie dans ses Recherches musicologiques l’œuvre de Laruette comme « une comédie sentimentale presque féérie.»
Selon Letailleur, cette œuvre expose la grande sensibilité de Laruette grâce aux airs « tendres » et « délicats » employés dans Cendrillon. Laruette cherche à travers cette œuvre à sensibiliser le public avec son style d’écriture léger et fondu dans une sorte de tendresse qui atteint sans faute les « cœurs sensibles. »

## Cendrillon auXXIesiècle
L’œuvre de Laruette n’a pas vu le jour depuis l’époque de sa création jusqu’à ce que la Compagnie lyrique Les Monts du Reuil lui redonne vie le 14 mars 2011 à l’Opéra-Comique. L’œuvre est reprise ensuite plusieurs fois, notamment à l’Opéra de Reims, au festival baroque de Pontoise et à la BnF où un album est enregistré avec le label “Les belles Écouteuses”.
La distribution est la suivante : 
| Direction musicale    | Hélène Clerc-Murgier, Pauline Warnier |
| Mise en scène         | Judith le Blanc                       |
| Conseiller artistique | Juan Kruz dias de Garaio              |
| Cendrillon            | Eve Coquart                           |
| La Fée                | Armelle Khourdoian                    |
| La sœur aînée         | Anne-Marie Beaudette                  |
| La sœur cadette       | Eléonore Lemaire                      |
| Azor                  | Benjamin Alunni                       |
| Pierrot               | Cécil Gallois                         |

## La restitution de l’œuvre: un véritable défi
L’œuvre est redécouverte par la claveciniste Hélène Clerc-Murgier ; puis elle est restituée et remaniée avec la violoncelliste Pauline Warnier et le compositeur Emmanuel Clerc.
« Nous tenions à respecter l'esprit d'une interprétation « baroque » attentive, tout en acceptant l'espace de liberté et de création suggéré par le genre : nos choix s'appuient sur les conseils de musicologues, mais nous assumons une part d'incertitude concernant la réalisation des vaudevilles... » affirment les directrices artistiques de la Compagnie.
Des compositions orchestrales de Rameau, dont les célèbres Tambourins ont été ajoutées pour la restitution de l’œuvre. Le livret original quant à lui était conservé dans sa quasi-intégralité. « Seules quelques répétitions ou lourdeurs sont coupées. » affirme Hélène Clerc-Murgier. 
Quant à la musique de Laruette, elle est respectée notamment dans son style d’écriture à l’italienne qui permet à l’alto de doubler la basse. Ce style d’écriture donne une couleur typique aux airs.
En revanche, certaines parties de la partition restent introuvables, tels le chœur final qui a été emprunté à Zoroaste de Rameau ou encore l’ouverture, remplacée par celle du diable à quatre de Laruette. 
L’orchestration originale de vaudevilles présents dans le livret n’a pas retrouvée en son intégralité, ce qui a amené à respecter ce qui était composé : Que je vous aime de Lagarde, La sarabande d'Issé de Destouches, Préparons-nous pour la fête nouvelle de Lully, etc. En revanche, les musiques introuvables des vaudevilles tel La Furstemberg, ont été remplacés par la version de Corrette pour clavecin et La Folia, la version de Geminiani. 
Concernant les vaudevilles dont seulement la mélodie est disponible, Les Monts du Reuil ont confié l'harmonisation à Emmanuel Clerc pour la version de 2010.